# The E.N.D.
The E.N.D. (abreviatura y subtítulo The Energy Never Dies) es el quinto álbum de estudio del grupo estadounidense Black Eyed Peas. Fue lanzado el 3 de junio de 2009 por Interscope Records.
Durante la gira Monkey Business Tour, que emprendieron para promocionar su cuarto álbum de estudio, Monkey Business (2005), los Black Eyed Peas comenzaron a grabar material para su quinto álbum. Titulado provisionalmente "From Roots to Fruits", su lanzamiento estaba previsto para finales de 2007, pero fue retitulado y pospuesto varias veces. El productor ejecutivo will.i.am produjo The E.N.D. junto con su compañero apl.de.ap y sus colaboradores de siempre Printz Board y Poet Name Life, junto con David Guetta, Jean Baptiste, DJ Replay, Funkagenda, Keith Harris, Mark Knight y Frederic Riesterer. Su producto final fue un álbum de pop, hip hop y EDM, con elementos de electro-funk y significativamente diferente de sus álbumes anteriores. Sin embargo, sus letras eran similares a las de sus predecesores, Elephunk (2003) y Monkey Business.
Tras su lanzamiento, The E.N.D. recibió críticas mixtas de los críticos musicales, quienes lo describieron como un álbum con canciones más inspiradoras y con un toque de himno, en un intento del grupo por atraer a una nueva generación de oyentes. Fue el primer álbum de los Black Eyed Peas en alcanzar el número uno en el Billboard 200 de Estados Unidos, debutando en la cima de la lista con 304.000 copias vendidas en su primera semana. A nivel internacional, alcanzó el número uno en Australia, Bélgica, Canadá, Francia, Nueva Zelanda y Portugal. En la 52.ª edición de los Premios Grammy, el álbum fue nominado a seis premios, incluyendo el Grammy al Álbum del Año y el Grammy a la Grabación del Año por "I Gotta Feeling", y ganó el Grammy al Mejor Álbum Vocal Pop. Para junio de 2011, el álbum había vendido más de 11 millones de copias en todo el mundo, convirtiéndose en uno de los álbumes más vendidos de su época.
The E.N.D. produjo cinco sencillos, todos los cuales alcanzaron el top 10 del Billboard Hot 100 estadounidense. "Boom Boom Pow" y "I Gotta Feeling" lideraron el Billboard Hot 100 consecutivamente, colocando a la banda en la cima durante un récord de 26 semanas consecutivas. Los dos primeros sencillos del grupo en llegar al número uno en la lista: el primero permaneció 12 semanas en la cima y el segundo, 14. "Meet Me Halfway" alcanzó el número siete en el Billboard Hot 100 y el número uno en nueve países. "Imma Be" fue el tercer número uno del grupo en la lista Billboard Hot 100, y alcanzó el top 10 en Australia, Canadá y Hungría. El último sencillo, "Rock That Body", alcanzó el número nueve en la lista Billboard Hot 100 y estuvo entre los diez primeros en nueve países. Para promocionar aún más el álbum, el grupo emprendió la gira mundial The E.N.D. World Tour (2009-2010).

## Grabación y producción

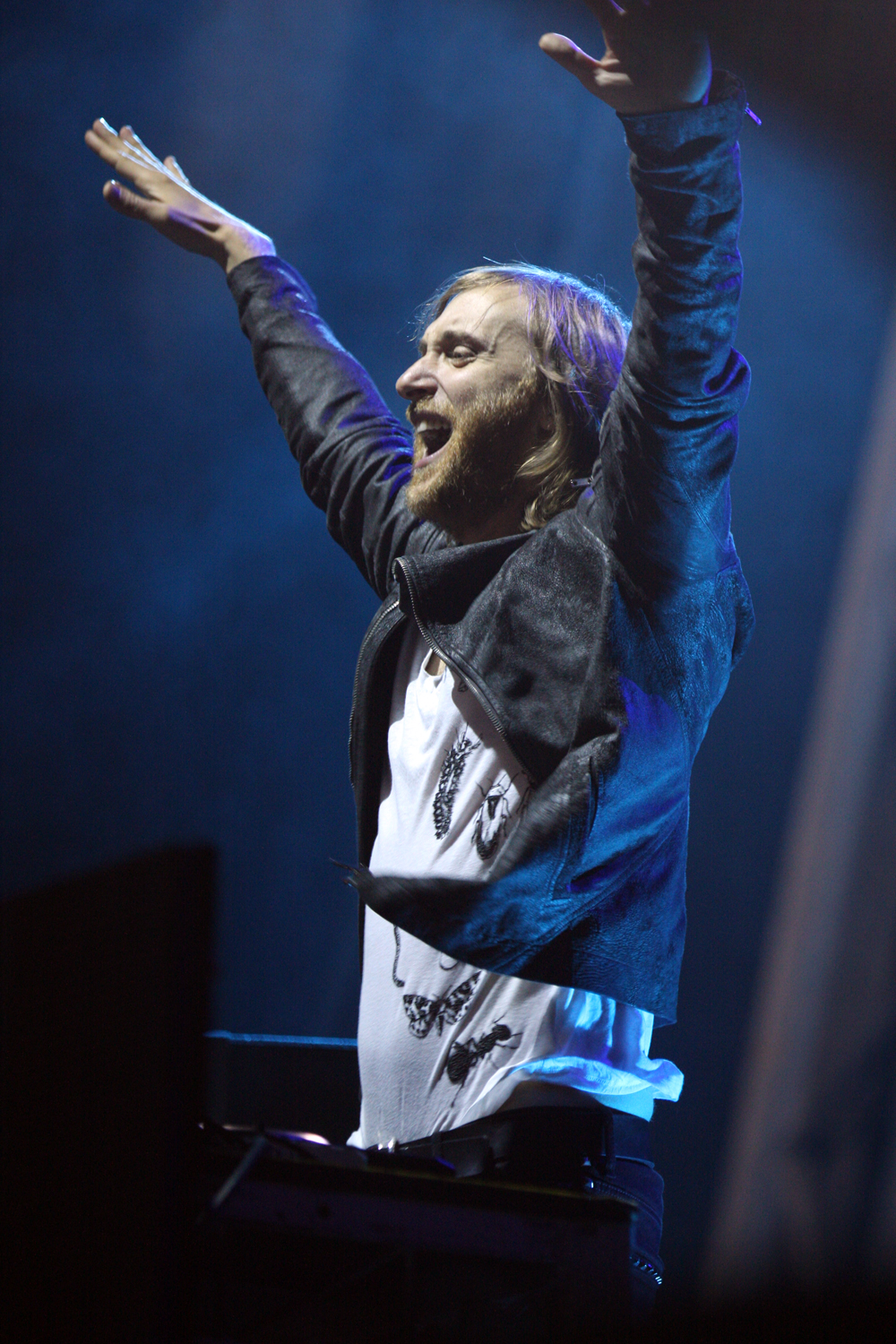
David Guetta coescribió y produjo "Rock That Body" e "I Gotta Feeling".

Los Black Eyed Peas comenzaron a grabar material para su quinto álbum de estudio durante su gira The Monkey Business Tour, que emprendieron para promocionar su cuarto álbum de estudio, Monkey Business (2005). En diciembre de 2006, will.i.am reveló que el grupo había grabado 12 canciones y "probablemente haría otras 30 o 40". El álbum se suspendió en 2007, ya que los miembros del grupo se centraron en proyectos en solitario. Fergie estaba promocionando su álbum de estudio debut en solitario, The Dutchess (2006), que alcanzó el número dos en el Billboard 200 de EE. UU. y produjo tres sencillos número uno en el Billboard Hot 100 de EE. UU., y will.i.am lanzó su tercer álbum de estudio, Songs About Girls. La producción se reanudó al año siguiente; La grabación se completó el 15 de octubre de 2008 en los Metropolis Studios de Londres. La mayor parte del álbum se grabó en Los Ángeles, ya sea en Ethernet Studios o en Jeepney Music Studio. Las canciones producidas por David Guetta, "Rock That Body" y "I Gotta Feeling", se grabaron en Square Prod en París.
Además de Guetta, los Black Eyed Peas trabajaron con colaboradores de siempre Printz Board y Poet Name Life para The E.N.D., así como con colaboradores primerizos como Jean Baptiste, DJ Replay, Funkagenda, Keith Harris, Mark Knight y Frederic Riesterer. apl.de.ap, Fergie, Taboo y will.i.am escribieron todas las pistas, incluidas las cuatro pistas adicionales de la edición de lujo. El productor ejecutivo will.i.am produjo 12 de los 15 temas, mientras que apl.de.ap produjo "Showdown" y el tema extra "Mare". will.i.am comentó que "The E.N.D." se inspiró en un viaje a Australia, concretamente en un concierto de the Presets, y afirmó: "La energía en el pequeño escenario de the Presets era una locura. Esa canción, "My People", es una locura. Por eso este disco suena como suena: mis tres meses en Australia".

## Música y letra
Poco después de que comenzara la producción de The E.N.D. en 2006, will.i.am reveló que sus canciones abordarían temas sociales y políticos, pero que el álbum sería un "disco divertido" de todas formas, y agregó: "No nos quejamos. No es '¡Oh, todo mensaje arriba! ¡Dios mío, estamos condenados!'" Es un disco que te hace pensar. Reflexiona sobre lo que está pasando en el mundo. "Monkey Business (álbum de Black Eyed Peas)" no lo hizo. Musicalmente, will.i.am describió el álbum como "mucho dance, muy melódico, electrónico, soul conmovedor. Lo llamamos funk eléctrico estático, algo así". Vibe lo llamó "una mezcla de electro-funk conmovedor y adictivos himnos para la rave". Además, otros críticos etiquetaron a The E.N.D. como EDM, Disco de hip hop y pop. El álbum abre con una introducción oculta de palabra hablada manipulada vocalmente por will.i.am, quien afirma: "Todo a tu alrededor está cambiando. Nada permanece igual. Esta versión de mí mismo no es permanente. Mañana seré diferente. La energía nunca muere". La introducción da paso a "Boom Boom Pow", que líricamente ve al grupo declarando su superioridad sobre rivales y enemigos a través de una cualidad futurista; El tema también está presente en "Electric City" y "Showdown".
La canción "Rock That Body" de Trance presenta un uso intensivo del Auto-Tune, con la voz de Fergie notablemente aguda. Líricamente, la canción se encuentra entre los temas de temática festiva de The E.N.D., junto con "Imma Be", "I Gotta Feeling", "Party All the Time" y "Rockin to the Beat". En una entrevista para Marie Claire, will.i.am afirmó que "I Gotta Feeling" estaba "dedicado a todos los fiesteros del mundo que quieren salir de fiesta", y añadió que casi todas las canciones del álbum "representan nuestra vida de fiesta. Fue una decisión consciente hacer este tipo de disco. Los tiempos son realmente difíciles para mucha gente y quieres darles un respiro y hacer que se sientan bien con la vida, especialmente en estos momentos difíciles". Las canciones de ritmo medio del álbum lidiar con las relaciones: "Meet Me Halfway" presenta a dos parejas que intentan superar su difícil relación, mientras que "Alive" presenta a un protagonista masculino que intenta "reavivar la chispa del amor". El tema de la canción de amor continúa con "Missing You", que presenta "líneas de bajo salvajes y gruñidos vocales". "Ring-A-Ling" habla sobre sexo casual, mencionando el término "booty call". Los temas líricos inspiradores prevalecen en "Now Generation", un tema de power pop con guitarra y armónica, y en "One Tribe", con temática de paz mundial. "Now Generation" también hace referencia a iChat, Mac, Myspace, Facebook, Google y Wikipedia.

## Título y portada
El título del quinto álbum de estudio de los Black Eyed Peas se venía considerando desde 2006, aproximadamente cuando Fergie lanzó su primer álbum de estudio en solitario, The Dutchess. Originalmente se titulaba "Evolution", pero ese también era el título de lo que se convertiría en el segundo álbum de estudio. Luego, el título se cambió tentativamente a "From Roots to Fruits", antes de que el grupo decidiera que podría ser más adecuado para un futuro álbum recopilatorio. El título se cambió nuevamente a "The Energy Never Dies", antes de acortarse a "The E.N.D."
En una entrevista con Billboard, will.i.am declaró que el título The Energy Never Dies describía su modelo para un proyecto que estaría vivo y se actualizaría frecuentemente a lo largo de su ciclo designado: "Es un diario [...] de música que, en cualquier momento, dependiendo de la inspiración, Puedo añadirle más", y añadió: "Intento romper con el concepto de álbum. ¿Qué es un álbum cuando subes 12 canciones a iTunes y la gente puede tocarlas como si fueran costras? Eso no es un álbum. Ya no hay álbum".
Diseñada por Mathew Cullen y Mark Kudsi, la portada de The E.N.D. se reveló el 30 de abril de 2009, mostrando una cara verde sobre un fondo negro. will.i.am Explicó: "Este es el rostro de la energía digital. Así nos vemos cuando Fergie, apl, Taboo y will.i.am se combinan digitalmente. Somos uno en esta imagen. ¡¡¡This is the END!!!" El rostro verde ya había aparecido en el video musical que acompañaba al sencillo principal del álbum, "Boom Boom Pow", a principios de ese mes, dirigido por Cullen y Kudsi.

## Lanzamiento y promoción

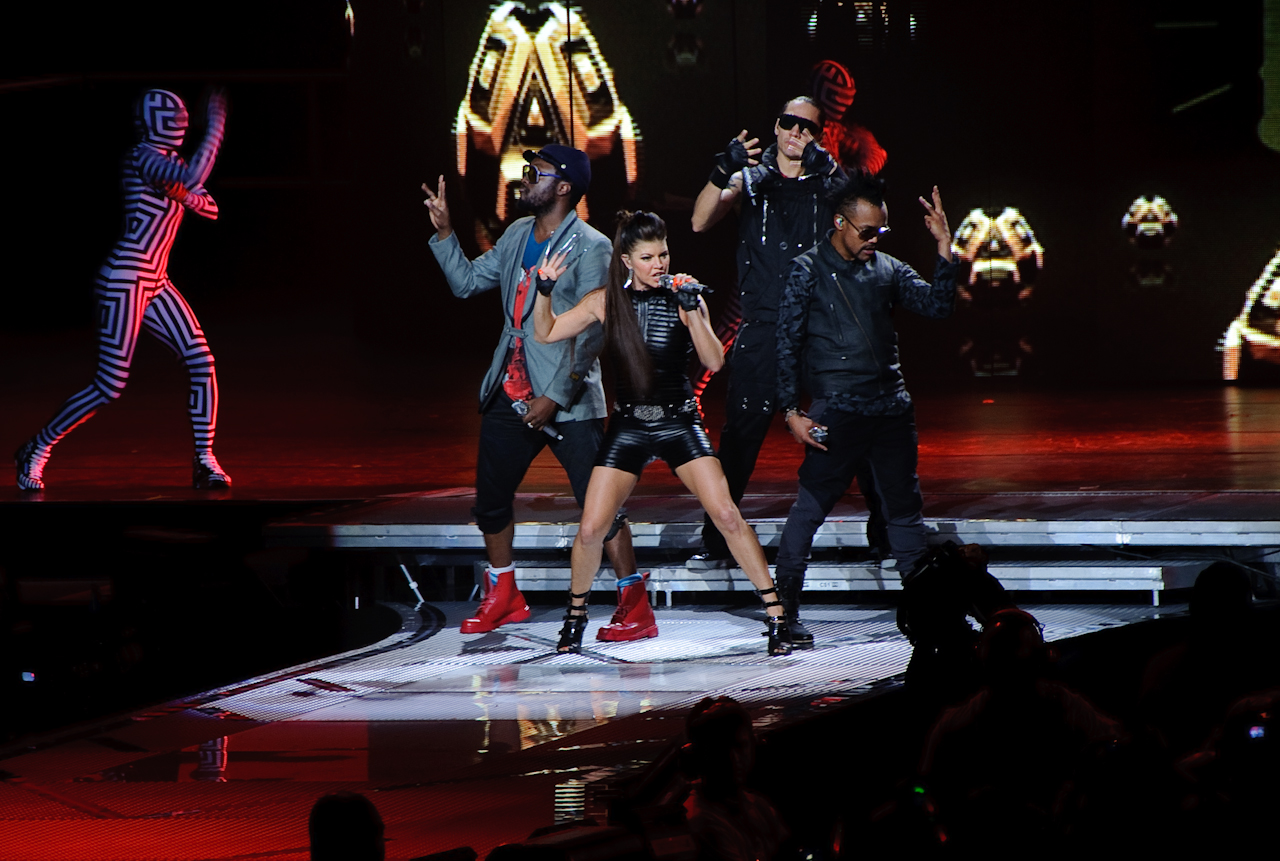
Los Black Eyed Peas actuando durante The E.N.D. World Tour el 7 de octubre de 2009.

The E.N.D. se había programado originalmente para la segunda mitad de 2007, pero se pospuso indefinidamente debido a los trabajos en solitario de los miembros del grupo. En octubre de 2008, will.i.am expresó su deseo de lanzar el álbum a finales de año. Sin embargo, se retrasó hasta marzo de 2009, antes de fijarse finalmente para el 9 de junio en Estados Unidos. Antes del lanzamiento, se organizó una campaña titulada "The Countdown to The E.N.D.", que produjo tres sencillos promocionales: "Imma Be" el 19 de mayo, "Alive" el 23 de mayo y "Meet Me Halfway" el 2 de junio. Se lanzó una edición de lujo de doble disco simultáneamente con la edición estándar; En Estados Unidos, se lanzó exclusivamente en las tiendas Target. El álbum y su edición de lujo se promocionaron con un anuncio de Target en el que el grupo interpretó "I Gotta Feeling". Los Black Eyed Peas actuaron en varios festivales de Estados Unidos y Europa de mayo a septiembre, entre los que destacan Wango Tango y el Glastonbury Festival 2009. Además, el El grupo interpretó "Boom Boom Pow" en la final de la octava temporada de American Idol el 20 de mayo. Promocionaron el álbum en Japón interpretando "Boom Boom Pow" con Koda Kumi como invitada en su gira. el 31 de mayo y "I Gotta Feeling" en Music Station el 5 de junio.
En Estados Unidos, "I Gotta Feeling" se interpretó en el Late Show with David Letterman el 9 de junio y en los Teen Choice Awards de 2009 el 9 de agosto. En Canadá, los Black Eyed Peas interpretaron «Boom Boom Pow» en los MuchMusic Video Awards de 2009 el 21 de junio. El grupo también encabezó el NFL Kickoff Game para la temporada 2009 el 10 de septiembre. En Alemania, el grupo promocionó The E.N.D. interpretando "I Gotta Feeling" en Wetten, dass..? el 7 de noviembre. Promocionaron aún más el álbum en el Reino Unido el 8 de noviembre con las presentaciones de «Boom Boom Pow», «Meet Me Halfway» y «I Gotta Feeling» en BBC Switch, y «Meet Me Halfway» en The X Factor. El 14 de noviembre, los Black Eyed Peas interpretaron "I Gotta Feeling", "Meet Me Halfway" y "Boom Boom Pow" en Saturday Night Live. Luego interpretaron "Boom Boom Pow" y "Meet Me Halfway" en el Victoria's Secret Fashion Show de 2009 el 19 de noviembre, y en los American Music Awards de 2009 el 22 de noviembre. En Francia, el grupo interpretó «Meet Me Halfway» y "I Gotta Feeling" en los NRJ Music Awards el 23 de enero de 2010. En la 52.ª edición de los Premios Grammy, el 31 de enero, donde ganaron tres premios, los Black Eyed Peas interpretaron "Imma Be" y "I Gotta Feeling".
Con el objetivo de promover aún más "The E.N.D." a nivel mundial, los Black Eyed Peas se embarcaron en The E.N.D. World Tour en Hamamatsu, Japón, el 15 de septiembre de 2009. Fue la gira más grande del grupo en cuanto a producción, con Fergie declarando que estaban "intentando mejorar [su] juego" y que los espectáculos "utilizarían mucha de la tecnología disponible". La gira contó con el apoyo del patrocinador principal BlackBerry, mientras que Bacardi fue su "bebida espirituosa oficial". En Canadá, un álbum de remezclas titulado The E.N.D. "Summer 2010 Canadian Invasion Tour: Remix Collection se lanzó el 27 de julio de 2010, a través de iTunes Store, durante la segunda etapa norteamericana de la gira. Después de un total de 115 presentaciones en Asia, Oceanía, América del Norte, Europa y América del Sur, la gira finalizó el 13 de noviembre de 2010 en Lima, Perú. En diciembre, la gira se ubicó en el puesto número cinco de la lista de Billboard de las "25 mejores giras de 2010", recaudando 81.579.114 dólares en 82 espectáculos, y en el puesto número nueve de la lista de "Pollstar" de las diez mejores giras norteamericanas por recaudar 50,5 millones de dólares.

## Sencillos
"Boom Boom Pow" se lanzó como el sencillo principal de The E.N.D. el 22 de febrero de 2009. Alcanzó la cima del Billboard Hot 100 estadounidense, convirtiéndose en el primer sencillo número uno del grupo en la lista. La canción incluye un sample vocal de la canción de 1990 "Reach Out" del dúo británico de house Sweet Mercy con la cantante Rowetta. Se mantuvo en la cima de la lista durante 12 semanas consecutivas, convirtiéndose en el segundo sencillo más longevo en mantenerse en la cima de la lista en 2009, después de "I Gotta Feeling" de los Black Eyed Peas. La canción fue nombrada "Canción del año" en la lista Billboard Hot 100 de fin de año para 2009. El 18 de mayo de 2010, el sencillo digital fue certificado quíntuple platino por la Recording Industry Association of America (RIAA) por vender cinco millones de unidades en Estados Unidos. A nivel internacional, alcanzó la cima de las listas en Australia, Bélgica, Canadá, Croacia, Israel, Portugal y el Reino Unido. En la 52.ª Entrega Anual de los Premios Grammy (2010), la canción fue nominada al Premio Grammy a la Mejor Grabación Dance, pero perdió frente a Poker Face de Lady Gaga. Un video musical que acompaña a la canción fue dirigido por Mathew Cullen y Mark Kudsi, y está ambientado en el año 3008; Ganó el Premio Grammy al Mejor Vídeo Musical de Formato Corto en la 52.ª edición anual de los Premios Grammy.

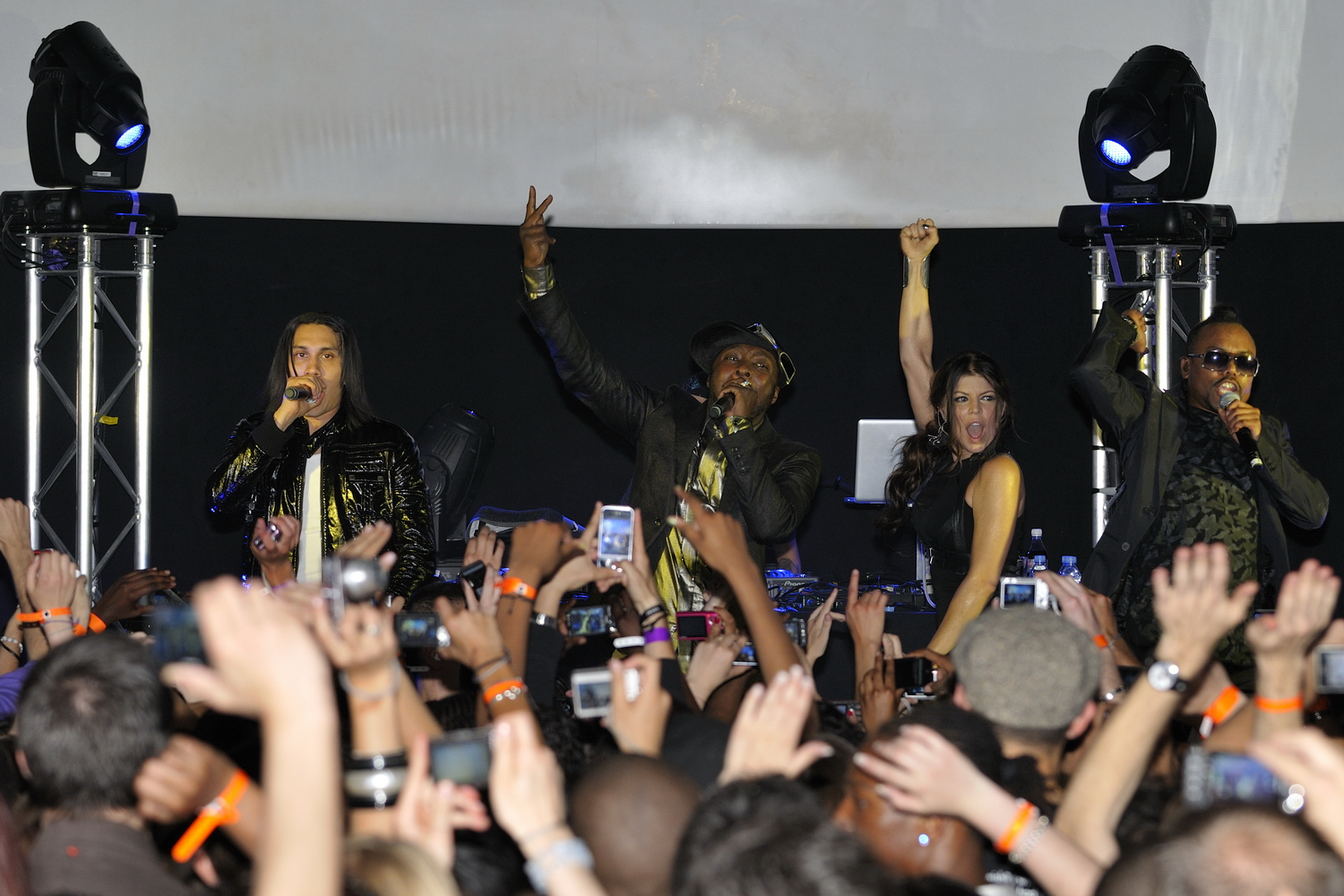
Black Eyed Peas cantando I Gotta Feeling

I Gotta Feeling fue lanzado como el segundo sencillo de The E.N.D. el 15 de junio de 2009. Debutando en el número dos, reemplazó a "Boom Boom Pow" en la cima del Billboard Hot 100 de EE. UU., lo que los convirtió en el cuarto grupo en reemplazarse a sí mismos en el número uno en la historia de la lista. La canción se mantuvo en el primer puesto durante 14 semanas consecutivas, siendo el sencillo número uno con el reinado más largo en la lista de 2009. El 6 de junio de 2018, el sencillo digital fue certificado diamante por la RIAA por vender diez millones de unidades en los EE. UU. A nivel internacional, alcanzó la cima de las listas en 21 países. Aclamada por la crítica, la canción ganó el Premio Grammy a Mejor Interpretación Pop de un Dúo o Grupo con Voces en la 52.ª Entrega Anual de los Premios Grammy. El video musical que lo acompaña fue dirigido por Mikey Mee y cuenta con apariciones especiales de David Guetta, Kid Cudi, miembros de la banda de indie rock Gossip, el dúo de diseñadores Dean y Dan Caten de Dsquared2 y el exparticipante de RuPaul's Drag Race Ongina.
Originalmente lanzado como el tercer sencillo promocional de The E.N.D. el 2 de junio de 2009,Meet Me Halfway fue lanzado como su tercer sencillo el 22 de septiembre con gran éxito de crítica. Se convirtió en el tercer sencillo del álbum en entrar en el top ten del Billboard Hot 100 de EE. UU., alcanzando el número siete. El sencillo digital fue certificado doble platino por la RIAA el 18 de mayo de 2010, por vender dos millones de unidades en los EE. UU. A nivel internacional, alcanzó la cima de las listas en Australia, Bélgica, Alemania, Grecia, Israel, Luxemburgo, Noruega, Rumania y el Reino Unido. Dirigido por Ben Mor, el video musical que acompaña a la canción presenta a los miembros en diferentes partes del Sistema Solar–Fergie yace en medio de una exuberante jungla verde, apl.de.ap levita en un planeta desértico con ropa nómada, will.i.am monta un elefante en una luna de Júpiter y Taboo se desliza alrededor del Sol con un traje espacial.
Originalmente lanzado como el primer sencillo promocional de «The E.N.D.» el 19 de mayo de 2009,
Imma Be fue lanzado como el cuarto sencillo estadounidense y el quinto y último internacional el 12 de enero de 2010, simultáneamente con Rock That Body, con gran éxito de crítica. Después de su presentación en la 52.ª edición anual de los Premios Grammy, la canción se convirtió en el tercer sencillo número uno de los Black Eyed Peas en la lista Billboard Hot 100 de Estados Unidos. El sencillo digital fue certificado doble platino por la RIAA el 18 de mayo. A nivel internacional, la canción no logró replicar el éxito comercial de sus predecesoras, pero alcanzó su punto máximo dentro del top ten en Australia, Canadá y Hungría. Dirigido por Rich Lee, el videoclip que acompaña a la canción se filmó simultáneamente con el de "Rock That Body". Los videos se unieron en un popurrí de diez minutos titulado "Imma Be Rocking That Body".
Alive fue lanzado como el segundo sencillo promocional de The E.N.D. el 23 de mayo de 2009, como parte de «The Countdown to The E.N.D.» Missing You fue lanzado como el cuarto y último sencillo promocional exclusivamente en Francia el 23 de abril de 2010. Alcanzó el número diez. en la lista de reproducción francesa, y en el número 19 de la lista digital francesa. La presentación del 30 de marzo de "Missing You" en Los Ángeles durante The E.N.D. World Tour fue filmada y lanzada como el video musical oficial en Francia. "Showdown" se usó en las rondas de teatro de So You Think You Can Dance Australia, lo que la catapultó al puesto 66 en la ARIA Charts el 15 de febrero de 2010. "One Tribe" se usó para anuncios de Pepsi en 2010, y también se incluyó en el álbum Songs for Japan (2011), lanzado en apoyo a las víctimas del terremoto y tsunami de Tōhoku de 2011.

## Recepción

### Crítica
The E.N.D. recibió críticas mixtas de los críticos musicales tras su lanzamiento. En el agregador de reseñas Metacritic, recibió un promedio de 60 sobre 100, lo que indica "críticas mixtas o regulares", basado en 15 reseñas, superior a la de Monkey Business (2005), pero inferior a la de Elephunk (2003). Los críticos coincidieron en que el álbum mostraba un sonido más orientado a la música dance que sus predecesores. Entertainment Weekly describió el álbum como "puro Top 40 nirvana", mientras que PopMatters concluyó que después de escuchar el álbum y "bailar toda la noche [...] puede que no seas capaz de respetarte a ti mismo por la mañana".
Otras reacciones críticas a The E.N.D. fueron comparativamente variadas. John Bush, de AllMusic, comentó sobre la transición de los Black Eyed Peas del hip hop al pop escribiendo: "Los Black Eyed Peas hacen música pop/crossover efectiva, pero con todas las limitaciones del formato: letras insulsas, una interpretación torpe, voces suavizadas por Auto-Tune y una composición que busca (y alcanza) el mínimo común denominador". Eric Henderson, de Slant Magazine también comentó sobre el cambio de dirección musical de los Black Eyed Peas, diciendo: "Por un lado, está la banda pre-Fergie, que deleitó a la intelectualidad del rock universitario con su imitación, en pequeños bocados y pre-masticada, del legítimo hip-hop alternativo al estilo de A Tribe Called Quest y The Roots... Por otro lado, está la troupe de payasos post-Fergie, que ha sacrificado toda la credibilidad disponible en su afán por convertirse (con éxito) en el supergrupo pop más flagrantemente comercial desde Destiny's Child.

## Reconocimientos
| Año  | Nominado                       | Galardón                                           | Resultado         | Ref. |         |
| ---- | ------------------------------ | -------------------------------------------------- | ----------------- | ---- | ------- |
| 2009 | MuchMusic Video Award          | Best International Group Video                     | "Boom Boom Pow"   |      | [ 94 ]  |
| 2009 | Teen Choice Award              | Choice Music – Rap/Hip-Hop Track                   | "Boom Boom Pow"   |      | [ 95 ]  |
| 2009 | Teen Choice Award              | Choice Music – Group Album                         | The E.N.D.        |      | [ 96 ]  |
| 2009 | MTV Europe Music Award         | Best Song                                          | "I Gotta Feeling" |      | [ 97 ]  |
| 2009 | American Music Award           | Favorite Soul/R&B Album                            | The E.N.D.        |      | [ 98 ]  |
| 2009 | Premios 40 Principales         | Best International Song                            | "I Gotta Feeling" |      | [ 99 ]  |
| 2010 | NRJ Music Award                | International Song of the Year                     | "I Gotta Feeling" |      | [ 100 ] |
| 2010 | NRJ Music Award                | International Album of the Year                    | The E.N.D.        |      | [ 101 ] |
| 2010 | Grammy Award                   | Album of the Year                                  | The E.N.D.        |      | [ 102 ] |
| 2010 | Grammy Award                   | Best Pop Vocal Album                               | The E.N.D.        |      | [ 102 ] |
| 2010 | Grammy Award                   | Best Dance Recording                               | "Boom Boom Pow"   |      | [ 102 ] |
| 2010 | Grammy Award                   | Best Short Form Music Video                        | "Boom Boom Pow"   |      | [ 102 ] |
| 2010 | Grammy Award                   | Record of the Year                                 | "I Gotta Feeling" |      | [ 102 ] |
| 2010 | Grammy Award                   | Best Pop Performance by a Duo or Group with Vocals | "I Gotta Feeling" |      | [ 102 ] |
| 2010 | Brit Award                     | International Album                                | The E.N.D.        |      | [ 103 ] |
| 2010 | NAACP Image Award              | Outstanding Music Video                            | "Boom Boom Pow"   |      | [ 104 ] |
| 2010 | Nickelodeon Kids' Choice Award | Favorite Song                                      | "I Gotta Feeling" |      | [ 105 ] |
| 2010 | Juno Award                     | International Album of the Year                    | The E.N.D.        |      | [ 106 ] |
| 2010 | World Music Award              | World's Best Album                                 | The E.N.D.        |      | [ 107 ] |
| 2010 | World Music Award              | World's Best Single                                | "I Gotta Feeling" |      | [ 107 ] |
| 2010 | MTV Video Music Award Japan    | Best Group Video                                   | "I Gotta Feeling" |      | [ 108 ] |
| 2010 | MTV Video Music Award Japan    | Best Karaokee! Song                                | "I Gotta Feeling" |      | [ 108 ] |
| 2010 | MTV Video Music Award Japan    | Album of the Year                                  | The E.N.D.        |      | [ 108 ] |
| 2010 | MuchMusic Video Award          | Best International Group Video                     | "I Gotta Feeling" |      | [ 109 ] |
| 2011 | Billboard Music Award          | Top Pop Album                                      | The E.N.D.        |      | [ 110 ] |

## Rendimiento comercial
En Estados Unidos, The E.N.D. debutó en la cima del Billboard 200 y del Top R&B/Hip-Hop Albums, vendiendo 304.000 copias en su primera semana. En su segunda semana, sus ventas disminuyeron un 51 por ciento a 148.000 copias, y el álbum descendió al número dos en el Billboard 200, mientras que permaneció en la cima de los mejores álbumes de R&B/Hip-Hop. La semana siguiente, volvió a la cima del Billboard 200, a pesar de que sus ventas disminuyeron a 88.000 copias. El álbum ha pasado 38 semanas entre los diez primeros en el Billboard 200 y un total de 114 semanas en la lista. Fue el séptimo álbum más vendido de 2009 en el país, vendiendo 1,79 millones de copias a lo largo del año. El 30 de marzo de 2010, recibió la certificación de doble platino de la Asociación de la Industria Discográfica de Estados Unidos (RIAA). Para marzo de 2011, el álbum había vendido más de tres millones de copias en Estados Unidos. En Canadá, el álbum debutó en la cima de la Lista de álbumes canadienses, en la que ha permanecido un total de 66 semanas. Fue certificado quíntuple platino por la Asociación Canadiense de la Industria Discográfica (CRIA). En México, debutó en el número diez del Top 100 México, alcanzando el puesto número siete y en las listas durante 91 semanas. El 17 de diciembre de 2010, fue certificado platino por la Asociación Mexicana de Productores de Fonogramas y Videogramas (AMPROFON).
En el Reino Unido, The E.N.D. debutó y alcanzó el puesto número tres en las UK Album Charts, pasando ocho semanas no consecutivas en la posición. Además, debutó en la cima de la UK R&B Albums Chart y alcanzó el puesto número dos en la Scottish Albums Chart.> El álbum fue certificado quíntuple platino por la British Phonographic Industry (BPI) el 22 de julio de 2013. En Francia, debutó en el número dos y alcanzó la cima de la lista en su segunda semana, pasando 11 semanas no consecutivas en la cima y 58 semanas dentro del top ten. El álbum ha sido certificado diamante por el Syndicat National de l'Édition Phonographique (SNEP). En toda Europa, alcanzó la cima de las listas de éxitos en Portugal, Valonia y el Top 100 Álbumes Europeos, mientras que alcanzó el top 10 en Austria, Dinamarca, Flandes, Alemania, Grecia, Hungría, Irlanda, Italia, Países Bajos, Polonia, España y Suiza. La Federación Internacional de la Industria Fonográfica (IFPI) lo certificó triple platino en 2010, por las ventas de tres millones de copias en toda Europa.
The E.N.D. tuvo un desempeño similar en Oceanía y Asia. En Australia, debutó en la cima de las ARIA Top 100 Albums, pasando tres semanas no consecutivas en la cumbre y un total de 55 semanas en la lista. El 24 de diciembre de 2009, fue certificado cuádruple platino por la Australian Recording Industry Association (ARIA). En Nueva Zelanda, el álbum debutó en el número dos, llegando a la cumbre en su novena semana y permaneciendo allí durante cuatro semanas no consecutivas. Fue certificado doble platino por la Recording Industry Association of New Zealand (RIANZ) en 2010. En Japón, el álbum alcanzó el número dos en la Oricon Albums Chart, en la que ha pasado un total de 58 semanas. Fue certificado platino por la Asociación de la Industria Discográfica de Japón (RIAJ) en 2010. The E.N.D. fue el segundo álbum más vendido a nivel mundial en 2009, y vendió más de 11 millones de copias para noviembre de 2010.

## Controversias
Al igual que sus predecesores Elephunk (2003) y Monkey Business (2005), The E.N.D. y sus canciones fueron objeto de controversia. Desde el lanzamiento de Elephunk, los Black Eyed Peas han sido blanco de los críticos musicales y los medios de comunicación por venderse. Las acusaciones se intensificaron tras la colaboración que el grupo formó con Target Corporation, cuyas tiendas venderían en exclusiva la edición de lujo del álbum, mientras que los Black Eyed Peas aparecerían en el anuncio televisivo de Target interpretando su entonces nuevo sencillo «I Gotta Feeling». Escribiendo para Slate, el crítico publicitario Seth Stevenson se mostró extremadamente crítico con la asociación, calificando el anuncio de "abominación" y al grupo de "un grupo de vendidos". Además, el Gobierno de Malasia inicialmente prohibió a los ciudadanos musulmanes de Malasia asistir al concierto de los Black Eyed Peas del 25 de septiembre de 2009 cerca de Kuala Lumpur, que se organizó tanto para promocionar The E.N.D. como como parte de una promoción global de Guinness, celebrando el 250 aniversario de su cervecería insignia en Dublín; sin embargo, la prohibición fue revocada pronto.
Varias canciones de The E.N.D. fueron objeto de disputas por plagio y demandas por infracción de derechos de autor. En julio de 2009, el productor discográfico inglés Adam Freeland acusó a los Black Eyed Peas de plagiar el ritmo de su canción "Mancry" en el tema "Party All the Time". Sin embargo, posteriormente se llegó a un acuerdo extrajudicial. En enero de 2010, el artista estadounidense Phoenix Phenom y el productor Manfred Mohr presentaron una demanda por infracción de derechos de autor contra el grupo, alegando que «Boom Boom Pow» era «prácticamente idéntica» a su canción «Boom Dynamite», que Phenom había enviado previamente a los ejecutivos de Interscope Records. En octubre, los Black Eyed Peas fueron demandados nuevamente por infracción de derechos de autor por el compositor estadounidense Bryan Pringle. Ambos casos fueron finalmente ganados por los Black Eyed Peas, ya que los jueces dictaminaron que las canciones no eran lo suficientemente similares.

## Lista de canciones
- Todas las canciones fueron escritas por William Adams, Allan Pineda, Jaime Gómez y Stacy Ferguson, y escritores adicionales se indican a continuación.[145]

| The E.N.D. – Standard edition |                      |                                        |          |  |
| N.º                           | Título               | Producer(s)                            | Duración |  |
| 1.                            | «Boom Boom Pow»      | will.i.am Jean Baptiste Poet Name Life | 5:08     |  |
| 2.                            | «Rock That Body»     | Guetta will.i.am Knight Funkagenda     | 4:29     |  |
| 3.                            | «Meet Me Halfway»    | Harris will.i.am                       | 4:44     |  |
| 4.                            | «Imma Be»            | Harris will.i.am                       | 4:16     |  |
| 5.                            | «I Gotta Feeling»    | Guetta Riesterer                       | 4:49     |  |
| 6.                            | «Alive»              | will.i.am                              | 5:03     |  |
| 7.                            | «Missing You»        | Board will.i.am                        | 4:35     |  |
| 8.                            | «Ring-A-Ling»        | Harris                                 | 4:33     |  |
| 9.                            | «Party All the Time» | will.i.am                              | 4:44     |  |
| 10.                           | «Out of My Head»     | Board will.i.am                        | 3:52     |  |
| 11.                           | «Electric City»      | will.i.am                              | 4:08     |  |
| 12.                           | «Showdown»           | apl.de.ap DJ Replay                    | 4:27     |  |
| 13.                           | «Now Generation»     | will.i.am                              | 4:06     |  |
| 14.                           | «One Tribe»          | will.i.am                              | 4:41     |  |
| 15.                           | «Rockin to the Beat» | will.i.am                              | 3:45     |  |
| 67:19                         |                      |                                        |          |  |

| The E.N.D. – International edition (bonus track) |        |                     |          |  |
| N.º                                              | Título | Producer(s)         | Duración |  |
| 16.                                              | «Mare» | apl.de.ap DJ Replay | 2:55     |  |

| The E.N.D. – UK Play digital edition (bonus tracks) |                                                       |          |  |
| N.º                                                 | Título                                                | Duración |  |
| 17.                                                 | «Let the Beat Rock» (Boys Noize Megamix con 50 Cent)  | 3:29     |  |
| 18.                                                 | «Boom Boom Guetta» (David Guetta's Electro Hop Remix) | 4:05     |  |

| The E.N.D. – Japanese edition (bonus tracks) |                        |                     |          |  |
| N.º                                          | Título                 | Producer(s)         | Duración |  |
| 16.                                          | «Simple Little Melody» | Boys Noize          | 3:11     |  |
| 17.                                          | «Mare»                 | apl.de.ap DJ Replay | 2:55     |  |

| The E.N.D. – Japanese limited edition (bonus DVD) |                                     |               |          |  |
| N.º                                               | Título                              | Director(s)   | Duración |  |
| 1.                                                | «Boom Boom Pow» (music video)       | Mathew Cullen | 3:30     |  |
| 2.                                                | «Boom Boom Pow» (behind the scenes) |               |          |  |

| The E.N.D. – Deluxe edition (bonus disc) |                        |                              |          |  |
| N.º                                      | Título                 | Producer(s)                  | Duración |  |
| 1.                                       | «Where Ya Wanna Go»    | will.i.am Bucky Jonson       | 5:08     |  |
| 2.                                       | «Simple Little Melody» | Boys Noize                   | 3:12     |  |
| 3.                                       | «Mare»                 | apl.de.ap DJ Replay          | 2:55     |  |
| 4.                                       | «Don't Bring Me Down»  | apl.de.ap DJ Replay          | 3:11     |  |
| 5.                                       | «Pump It Harder»       | will.i.am                    | 3:52     |  |
| 6.                                       | «Let's Get Re-Started» | will.i.am Mark "Spike" Stent | 2:57     |  |
| 7.                                       | «Shut the Phunk Up»    | will.i.am                    | 4:19     |  |
| 8.                                       | «That's the Joint»     | Poli will.i.am               | 3:48     |  |
| 9.                                       | «Another Weekend»      | will.i.am                    | 4:10     |  |
| 10.                                      | «Don't Phunk Around»   | will.i.am                    | 3:47     |  |

| The E.N.D. – North American iTunes Store deluxe edition (bonus video) |              |          |  |
| N.º                                                                   | Título       | Duración |  |
| 11.                                                                   | «The E.N.D.» | 29:59    |  |

| The E.N.D. – French Christmas edition (bonus disc) |                                                       |          |  |
| N.º                                                | Título                                                | Duración |  |
| 11.                                                | «Boom Boom Guetta» (David Guetta's Electro Hop Remix) | 4:05     |  |
| 12.                                                | «I Gotta Feeling» (David Guetta FMIF Remix)           | 6:12     |  |
| 13.                                                | «The E.N.D.» (video)                                  | 29:59    |  |

Notas:
- En Japón y otros países la edición estándar incluye "Mare" como pista 16 y a "Simple Little Melody" como la pista 17.

Créditos Extra:
Créditos tomados de las notas álbum oficial.
- "Rock That Body" contiene un sample de la canción "Think (About It)" interpretada por Lyn Collins.
- "Imma Be" contiene un sample de "Ride or Die" interpretada por The Budos Band.
- "Electric City" contiene elementos de "I Want Candy" originalmente interpretada por The Strangeloves.
- "Meet Me Halfway" contiene elementos de "Maps" originalmente interpretada por Yeah Yeah Yeahs.
- "Party All the Time" contiene elementos autorizados de "Mancry" originalmente de Adam Freeland.[153]

## Personal
Los créditos están adaptados de las notas del álbum "The E.N.D."
- Kathy Angstadt – Encargo del video de Interscope
- apl.de.ap – Producción (pistas 12 y 16), composición (todas las pistas), voces
- Eddie Axley – Diseño del logotipo
- Jean Baptiste – Coordinación adicional de A&R, coproducción (pista 1), teclados (pista 7), composición (pistas 2, 3, 6 y 7), sintetizadores (pista 7)
- Chris Bellman – Masterización
- Bert Berns – Composición (pista 11)
- Printz Board – Programación de batería (pista 10), teclados (pista 15), producción (pistas 7 y 10), composición (pistas 7, 10, 14 y 15), bajo sintetizado (pista 3), sintetizador (pista 10)
- Thomas Brenneck - composición (pista 4)
- Brian "BC" Catena - asistencia de masterización
- Mathew Cullen - dirección artística
- Dimitri Daniloff - fotografía
- Michael Deller - composición (pista 4)
- Dennis Dennehy - relaciones públicas
- William Derella - gestión
- DJ Replay - producción (pistas 12 y 16), composición (pista 12)
- Todd Douglas - departamento legal de Interscope
- Dylan Dresdow - mezcla
- Robert Feldman - Composición (pista 11)
- Fergie – Composición (todas las pistas), voz
- Daniel Foder – Composición (pista 4)
- Funkagenda – Coproducción (pista 2)
- Robert Ginyard Jr. – Composición (pista 2)
- Fred Goldring – Representación legal
- Gerald Goldstein – Composición (pista 11)
- Sylvia Gordon – Composición (pista 3)
- Richard Gottehrer – Composición (pista 11)
- David Guetta – Producción (pistas 2 y 5), composición (pistas 2 y 5)
- Keith Harris – bajo (pistas 3 y 13), programación de batería (pistas 3 y 8), batería (pista 10), teclados (pistas 3 y 8), percusión (pista 10), producción (pistas 3, 4 y 8), composición (pistas 3, 4, 8 y 10), sintetizadores (pistas 3 y 8)
- Julie Hovsepian – gestión de producto
- Neil Jacobson – coordinación adicional de A&R
- Padraic "Padlock" Kerin – ingeniería (todas las pistas), coordinación de producción, grabación (todas las pistas)
- Mark Knight – Coproducción (pista 2), teclados (pista 2), composición (pista 2)
- Mark Kudsi – dirección artística
- Sean Larkin – gestión empresarial
- Josh Lopez – guitarra (pista 6)
- Deborah Mannis-Gardner – autorización de muestra
- Craig Marshall – asuntos legales de Interscope
- Polo Molina – coordinación de producción adicional, gestión
- Tim "Izo" Orindgreff – guitarra acústica (pista 13), guitarra (pista 3), armónica (pista 13), instrumentos de viento (pista 10), composición (pistas 10 y 13)
- George Pajon – guitarra (pistas 3, 7 y 13-15), composición (pistas 10, 13 y 15)
- Joe Peluso – asistente de mezcla
- Poet Name Life – Coproducción (pista 1), composición (pista 2)
- A. R. Rahman - composición (pista 16)
- Frederic Riesterer - producción (pista 5), composición (pista 5)
- Hal Ritson - guitarra adicional (pista 2), teclados adicionales (pista 2), coros (pista 2)
- Rachel Rosoff - coordinación de producción adicional, representación legal
- Dante Santiago - A&R creativo, diseño de logotipo
- Hillary Siskind - relaciones públicas
- David Sonenberg - gestión
- Caleb Speir - bajo (pistas 6, 10 y 14)
- Taboo - composición (todas las pistas), voz
- Jared Tankel - Composición (pista 4)
- Adam Walder – teclados (pista 2), composición (pista 2)
- Andrew Van Meter – producción de Interscope
- will.i.am – arreglos (pistas 2, 8 y 12), dirección artística, programación de batería (pistas 1, 7, 9-11, 13 y 15), ingeniería (todas las pistas), producción ejecutiva, teclados (pista 13), piano (pista 6), producción (pistas 1-4, 6, 7, 9-11 y 13-15), grabación (todas las pistas), composición (todas las pistas), sintetizadores (pistas 1, 5-7, 9, 11, 13 y 15), voz
- Ianthe Zevos – creativo de Interscope

## Lanzamiento
| Región                  | Fecha               | Formato                          | Discográfica        |
| ----------------------- | ------------------- | -------------------------------- | ------------------- |
| Japón                   | 3 de junio de 2009  | Estándar Edición                 | Universal Japan     |
| Australia               | 5 de junio de 2009  | Estándar Edición, Edición Deluxe | Universal Australia |
| Alemania                | 5 de junio de 2009  | Estándar Edición, Edición Deluxe | Interscope          |
| Irlanda                 | 5 de junio de 2009  | Estándar Edición, Edición Deluxe | A&M                 |
| Suiza                   | 5 de junio de 2009  | Estándar Edición, Edición Deluxe | Interscope          |
| Francia                 | 8 de junio de 2009  | Estándar Edición, Edición Deluxe | Interscope          |
| Reino Unido             | 8 de junio de 2009  | Estándar Edición, Edición Deluxe | A&M                 |
| Brasil                  | 9 de junio de 2009  | Estándar Edición, Edición Deluxe | Universal Brazil    |
| Canadá                  | 9 de junio de 2009  | Estándar Edición, Edición Deluxe | Interscope          |
| Estados Unidos y México | 9 de junio de 2009  | Estándar Edición, Edición Deluxe | Interscope          |
| Holanda                 | 9 de junio de 2009  | Estándar Edición, Edición Deluxe | Interscope          |
| Argentina               | 13 de junio de 2009 | Edición Normal                   | Universal Argentina |
| Argentina               | 21 de julio de 2009 | Edición Deluxe                   | Universal Argentina |

## Charts Y Ventas
| Chart (2009)                      | Peak position |
| --------------------------------- | ------------- |
| Australian ARIA Albums Chart      | 1             |
| Argentine Albums Chart            | 2             |
| Belgian Albums Chart              | 2             |
| Brasil Albums Chart               | 1             |
| Canadian Albums Chart             | 1             |
| Danish Albums Chart               | 6             |
| Dutch Albums Chart                | 1             |
| Europe Top 100 Albums             | 1             |
| France Albums Chart               | 1             |
| Irish Albums Chart                | 1             |
| Italian Albums Chart              | 1             |
| Japanese Oricon Albums Chart      | 1             |
| German Albums Chart               | 1             |
| México Albums Chart               | 1             |
| Venezuela Albums Chart            | 3             |
| New Zealand Albums Chart          | 1             |
| Polish Albums Chart               | 1             |
| Portuguese Album Chart            | 1             |
| Russian Albums Chart              | 2             |
| Spanish Albums Chart              | 1             |
| Swedish Albums Chart              | 4             |
| Swiss Albums Chart                | 2             |
| UK Albums Chart                   | 3             |
| U.S. Billboard R&B/Hip Hop Albums | 1             |
| U.S. Billboard 200                | 1             |

| Región         | Certification (Certificación) |
| -------------- | ----------------------------- |
| Australia      | 4× Platinum                   |
| Bélgica        | 3× Platinum                   |
| Brasil         | 2× Platinum                   |
| Canadá         | 5× Platinum                   |
| Dinamarca      | Gold                          |
| Unión Europea  | 3× Platinum                   |
| Francia        | Diamond                       |
| Alemania       | 2x Platinum                   |
| Grecia         | Gold                          |
| Irlanda        | 4x Platinum                   |
| Italia         | Platinum                      |
| Japón          | Platinum                      |
| México         | Platinum                      |
| Nueva Zelanda  | 2× Platinum                   |
| Polonia        | Platinum                      |
| Portugal       | Platinum                      |
| Rusia          | Gold                          |
| España         | Gold                          |
| Suiza          | 2x Platinum                   |
| Estados Unidos | 3x Platinum                   |
| Reino Unido    | 4× Platinum                   |